# Powa Technologies
Powa Technologies est une entreprise britannique spécialisée dans les nouvelles technologies, connue pour ses solutions de e-commerce, de m-commerce et de communication. Ses trois principaux produits sont Powa Web, une puissante plate-forme e-commerce basée sur le Cloud, Powa POS, une solution sophistiquée de POS mobile et l'application mobile PowaTag, l'achat en 1-Clic sur tous les supports de communication, Offline et Online.

## Histoire
Powa Technologies a été fondée en 2007 par l'entrepreneur britannique Dan Wagner. 
L'application PowaTag a vu le jour début 2014 grâce à une levée de fonds record de plus de 76 millions de dollars au premier tour .
En juin 2014, Powa Technologies rachète la société hongkongaise MPayMe et la technologie ZNAP afin de coupler les technologies du leader du paiement mobile en Asie à celles développées par la société jusqu'alors. Après cette acquisition, Dan Wagner a estimé la valeur de Powa à 2,6 milliards de dollars.
Début 2016, la société rencontre des difficultés financières, les salariés et les prestataires externes ne sont plus payés.
En février 2016, Dan Wagner est remplacé par Alessandro Gadotti (en) en tant que CEO pour effectuer une restructuration de Powa Technologies. La plupart des salariés sont alors licenciés et Deloitte prend le contrôle administratif de Powa Technologies, qui est démantelée et revendue par pièce.
La chute phénoménale de Powa Technologies fait l'objet de nombreux articles de presse. Le management de l'entreprise et les dépenses fantasques de l'ancien CEO Dan Wagner sont critiqués par de nombreux anciens salariés, révèle un article à charge de Business Insider. 
Le Financial Times remet en question la valorisation de 2,6 milliard de dollars et estime que 106 millions de dollars était plus juste.